# Чистякова, Галина Валентиновна
Галина Валентиновна Чистякова (род. 26 июля 1962[…], Измаил, Одесская область) — советская, российская и словацкая легкоатлетка, занималась прыжками в длину и тройным прыжком, чемпионка мира и Европы, действующая рекордсменка мира в прыжках в длину (7 м 52 см). Заслуженный мастер спорта СССР (1988), выступала за «Вооружённые силы».

## Биография
Мать — Антонина Ивановна Чистякова, занималась лёгкой атлетикой, была чемпионкой Горьковской области, проживает в Измаиле. Отец — Валентин Николаевич Чистяков, моряк.
В лёгкую атлетику пришла в возрасте 10 лет. Первым тренером Чистяковой была Татьяна Ивановна Мардашова. Серьёзные успехи пришли в 16 лет, когда Чистякова установила юниорский рекорд СССР.
Тренировалась у заслуженного тренера СССР Вячеслава Соколова. Одна из первых советских легкоатлеток, которая в 1980-х начала заниматься тройным прыжком.
Чемпионка мира и трёхкратная чемпионка Европы в закрытых помещениях. Свой первый мировой рекорд (в помещениях) Чистякова побила в 1985 году, на соревнованиях в Кишинёве — 7.25 м. Мировой рекорд на открытом воздухе установила на мемориале братьев Знаменских, который был отборочным соревнованием к Олимпийским играм. Незадолго до Игр Чистякова получила небольшую травму и не смогла выступить в полную силу. Призёр Олимпийских игр в Сеуле (1988).
После распада СССР выступала за Россию; и с 1996 года, получив гражданство, за Словакию. Владела рекордом Словакии в тройном прыжке и выступала за эту страну на Олимпийских играх в Атланте (1996), после которых закончила спортивную карьеру.
Муж — советский и российский прыгун в длину Александр Бескровный. Дочь Ирина, 1982 года рождения, занимается лёгкой атлетикой и выступает за сборную Словакии.
Проживает в Словакии.

## Личные рекорды
- Прыжок в длину — 7 м 52 см — 1988, Ленинград
- Тройной прыжок — 14 м 76 см — 1995, Люцерн